# 長崎県道128号雲仙千々石線
長崎県道128号雲仙千々石線（ながさきけんどう128ごう うんぜんちぢわせん）は、長崎県雲仙市を通る一般県道である。

## 概要
雲仙市小浜町雲仙から雲仙市千々石町庚に至る。
雲仙市小浜町の雲仙温泉街から雲仙市千々石町の区間においては国道57号のショートカットになるが、一部狭隘区間がある。

### 路線データ
- 起点：雲仙市小浜町雲仙（国道57号交点）
- 終点：雲仙市千々石町庚（木場交差点、国道57号交点）
- 総延長：9.2 km

## 地理

### 通過する自治体
- 雲仙市

### 交差する道路
| 交差する道路            | 交差する場所 | 交差する場所      |
| ----------------------- | ------------ | ----------------- |
| 国道57号 国道389号 重複 | 小浜町雲仙   | 起点              |
| 国道57号 国道251号 重複 | 千々石町庚   | 木場交差点 / 終点 |

### 沿線
- 雲仙温泉
- 別所ダム
- 雲仙市立千々石第二小学校